# カルカノM1867
カルカノM1867（イタリア語: Carcano Mod. 1867）は、イタリア王国の制式軍用小銃である。
カルカノM1867は、ベッテルリM1870の採用前に、イタリア陸軍によって数年間採用された、針打式ボルトアクションライフルだった。完全な新規開発ではなく、中古の前装式ライフルを改造して、後装システム（カルカーノ・システムとして知られている）を追加することで、近代的だが安価なライフルを軍隊に装備した。カルカノM1867は採用の数年後に、はるかに性能の良いベッテルリM1870が採用されたため、その運用年数は短く、カルカノM1867が参加した唯一の戦争行動は、1870年9月20日のローマ攻略だった。

## 概要
1860年代、プロイセンのドライゼ ニードルガンの活躍に触発された全欧米諸国の関心は、自国の軍隊の時代遅れの前装式ライフルを、後装式ライフルに置き換えることに焦点を合わせていた。この問題はまた、50万人の兵士に古いライフルの適切な代替品を提供する必要があり、同時に、悲惨な国家予算を癒すために、政府によって課された倹約政策に対処しなければならない、新生イタリア陸軍の関心事でもあった。
1866年の終わりに、イタリアで新しいライフルの計画を研究するための委員会が結成され、当時の軍事技術者の中で最も有望な、すなわち、後の第一次・第二次世界大戦でイタリア軍人に同行する有名なカルカノM1891を設計することになる、サルヴァトーレ・カルカーノに白羽の矢が立った。
カルカーノは、古い前装式ライフルを再利用して、次の特性を備えた次世代のライフルの設計案を提示した。
雷管の革新的な安全システムを備えた回転スライド閉鎖器式後装システム、ボクサー型センターファイア方式の再利用可能な金属薬莢を備えた弾薬、弾丸の口径は11mmで、バレルのストライピングピッチは560mmに設定され、理論上の射程は800メートル、発射速度は毎分20発であった。
しかし、1挺あたり50リラ、総額2,500万リラのコストは、委員会によって過大とみなされ、カルカーノの設計案は拒否され、与えられた予算は1挺あたり10リラ、総額わずか500万リラであると告げられた。
さらに、カルカーノは、イタリアの将軍があまりにも高価で非生産的であると考えていた金属薬莢弾薬のアイディアを放棄せざるをえなかった。 一般に上級将校は、兵士を単純で無能であるとみなし、金属薬莢弾薬の過度の浪費を懸念していたのである。次世代のベッテルリM1870が、連発式ライフルを原型としながらも、わざわざ単発式として開発されたのも、同様の理由である。
カルカノM1867は、前装式のM1856とM1860ライフル（ミニエー銃）を、後装式に改造して近代化した物だった。カルカーノは、イタリア陸軍上層部が金属薬莢弾薬に対して持っていた不信感に直面したので、既にドライゼ銃とシャスポー銃に採用されていた、紙薬莢弾薬と針打システムの採用に頼らざるをえなかった。
しかし、予想されたシステムは、管打（パーカッション）機構部分と木製土台部分を完全に再設計しない限り、イタリア陸軍の古い前装式ライフルに適用するには不適切だった。カルカーノは、プロイセンのドライゼ銃に似ているが、後装式にするために小さな対策で済む、ドルシュ＆バウムガルテン（Doersch＆Baumgarten）に触発されたシステムを設計することを決めた。
最終的にカルカーノは、口径17.5mmのミニエー弾の紙薬莢弾薬を用いた回転スライド閉鎖器の針打式ボルトアクションライフルである、M1867を設計した。
閉鎖器（ボルト）の後端に撃針と一体化したコッキング・ピースがあり、発射前に手動で引くと、閉鎖器内部のスプリングが圧縮状態で固定される。閉鎖器をボルト・ハンドルによって上方に回転させ後方にスライドさせ、開放された薬室に上方開口部から紙薬莢弾薬を込め、逆の手順で閉じ、トリガーを引くと閉鎖器内のバネが解放され、コッキング・ピースと撃針が前進し、撃針が紙薬莢の底部を破って紙薬莢内部の雷管を発火させ、発砲後、先の手順で閉鎖器を開放し、薬室から紙薬莢の燃え残りを銃右側面に紐で繋がれた細い棒（エキストラクター）を使っていちいち取り除かなければならなかった。
試験中、この武器が一応機能することは証明されたが、それは遠距離になるほど精度に問題があった。カルカーノは委員会の役員の批判にこう答えたという。
「たったの10リラで、真っ直ぐ撃てることを望んだのですか？」 
イタリアがカルカノM1867を採用したわずか4年後、ドイツ帝国は次世代のモーゼルM1871を採用し、ニードルガンは瞬く間に旧式化してしまった。モーゼルM1871の仕様はまさにカルカーノが初めに提案していた設計案とほぼ同じであり、カルカーノに先見の明があったのである。
カルカノM1867は1870年代半ばまでイタリア陸軍で使用され続け、より高性能のベッテルリM1870に置き換えられたが、1890年代までカラビニエリ、警察、予備軍によって使用されていた。最終的に第一線でのカルカノM1891の採用により、これらの第二線での装備も余剰となったベッテルリ小銃に置き換えられた。
1900年代初頭、銃販売業者が民間用の散弾銃に改造するつもりで数千挺のカルカノM1867を購入したが、同社は運がなく、1911年に倒産した。